# Автошлях Т 2539
Автошля́х Т 2539 — автомобільний шлях територіального значення у Чернігівській області. Пролягає територією Коропського району від перетину з Н27 через Покошичі — Мезин — Курилівку. Загальна довжина — 21,2 км.

## Маршрут
Автошлях проходить через такі населені пункти:
| Автошлях Т 2539      |     |
| Чернігівська область |     |
| Коропський район     |     |
|                      | Н27 |
| Покошичі             |     |
| Деснянське           |     |
| Мезин                |     |
| Курилівка            |     |